# Riboux
Pour les articles ayant des titres homophones, voir Ribou et Riboud.
Riboux est une commune française située dans le département du Var, en région Provence-Alpes-Côte d'Azur. Le village se situe sur le versant sud du massif de la Sainte-Baume.

## Géographie

### Localisation
Le village est situé au pied du massif de la Sainte-Baume, sur son versant sud. L'altitude moyenne de la commune est de 737 m ce qui en fait une des communes les plus élevées du Var, avec un point culminant dans le massif de la Sainte-Baume à 1 001 mètres. Le code commune le rattache au département du Var, mais son code postal le situe dans les Bouches-du-Rhône.
|                                   | Plan-d'Aups-Sainte-Baume (Var) |              |
| Cuges-les-Pins (Bouches-du-Rhône) | Riboux                         | Signes (Var) |
|                                   |                                |              |

### Géologie et relief
Bien qu'à seulement 31 km à vol d'oiseau de Marseille et 40 km de Toulon, le village est très isolé. Perché à 518 m d'altitude, il n'est accessible que par une seule route de 7,4 kilomètres qui part du parc d'attraction OK Corral dans les Bouches-du-Rhône. Un parking et une aire d'accueil ont été aménagés à l'entrée du village, c'est un point de départ pour les randonneurs.
La commune est membre du parc naturel régional de la Sainte-Baume créé par décret n° 2017-1716 du 20 décembre 2017.

### Voies de communications et transports

#### Voies routières

##### Particularité
Le village n'est accessible que par une route venant des Bouches-du-Rhône. Bien que rattachée au département du Var, la commune dépend du service postal de Cuges-les-Pins et se voit attribuer un code postal commençant par 13, l'indicatif du département des Bouches-du-Rhône.

#### Transports en commun
Transport en Provence-Alpes-Côte d'Azur
- Communauté d'agglomération Sud Sainte-Baume[4].

### Sismicité
La commune est classée en zone de sismicité faible.

### Hydrographie et les eaux souterraines
L'eau dans la commune :
- Forages et sources[6].

### Climat
Pour des articles plus généraux, voir Climat de Provence-Alpes-Côte d'Azur et Climat du Var.
En 2010, le climat de la commune est de type climat méditerranéen altéré, selon une étude du Centre national de la recherche scientifique s'appuyant sur une série de données couvrant la période 1971-2000. En 2020, Météo-France publie une typologie des climats de la France métropolitaine dans laquelle la commune est exposée à un climat méditerranéen et est dans la région climatique  Provence, Languedoc-Roussillon, caractérisée par une pluviométrie faible en été, un très bon ensoleillement (2 600 h/an), un été chaud (21,5 °C), un air très sec en été, sec en toutes saisons, des vents forts (fréquence de 40 à 50 % de vents > 5 m/s) et peu de brouillards. 
Pour la période 1971-2000, la température annuelle moyenne est de 12,9 °C, avec une amplitude thermique annuelle de 15,6 °C. Le cumul annuel moyen de précipitations est de 889 mm, avec 5,3 jours de précipitations en janvier et 2,1 jours en juillet. Pour la période 1991-2020, la température moyenne annuelle observée sur la station météorologique de Météo-France la plus proche, « Plan D'aups - Ste Baume_sapc », sur la commune de Plan-d'Aups-Sainte-Baume à 4 km à vol d'oiseau, est de 14,0 °C et le cumul annuel moyen de précipitations est de 1 001,8 mm. 
La température maximale relevée sur cette station est de 41,6 °C, atteinte le 28 juin 2019 ; la température minimale est de −8,9 °C, atteinte le 4 février 2012,,. 
Les paramètres climatiques de la commune ont été estimés pour le milieu du siècle (2041-2070) selon différents scénarios d'émission de gaz à effet de serre à partir des nouvelles projections climatiques de référence DRIAS-2020. Ils sont consultables sur un site dédié publié par Météo-France en novembre 2022.

## Urbanisme

### Typologie
Au 1er janvier 2024, Riboux est catégorisée commune rurale à habitat très dispersé, selon la nouvelle grille communale de densité à sept niveaux définie par l'Insee en 2022.
Elle est située hors unité urbaine. Par ailleurs la commune fait partie de l'aire d'attraction de Marseille - Aix-en-Provence, dont elle est une commune de la couronne,. Cette aire, qui regroupe 115 communes, est catégorisée dans les aires de 700 000 habitants ou plus (hors Paris),.

### Occupation des sols
L'occupation des sols de la commune, telle qu'elle ressort de la base de données européenne d’occupation biophysique des sols Corine Land Cover (CLC), est marquée par l'importance des forêts et milieux semi-naturels (93,1 % en 2018), une proportion identique à celle de 1990 (93,1 %). La répartition détaillée en 2018 est la suivante : 
milieux à végétation arbustive et/ou herbacée (36,8 %), forêts (29,9 %), espaces ouverts, sans ou avec peu de végétation (26,4 %), zones agricoles hétérogènes (6,9 %). L'évolution de l’occupation des sols de la commune et de ses infrastructures peut être observée sur les différentes représentations cartographiques du territoire : la carte de Cassini (XVIIIe siècle), la carte d'état-major (1820-1866) et les cartes ou photos aériennes de l'IGN pour la période actuelle (1950 à aujourd'hui).

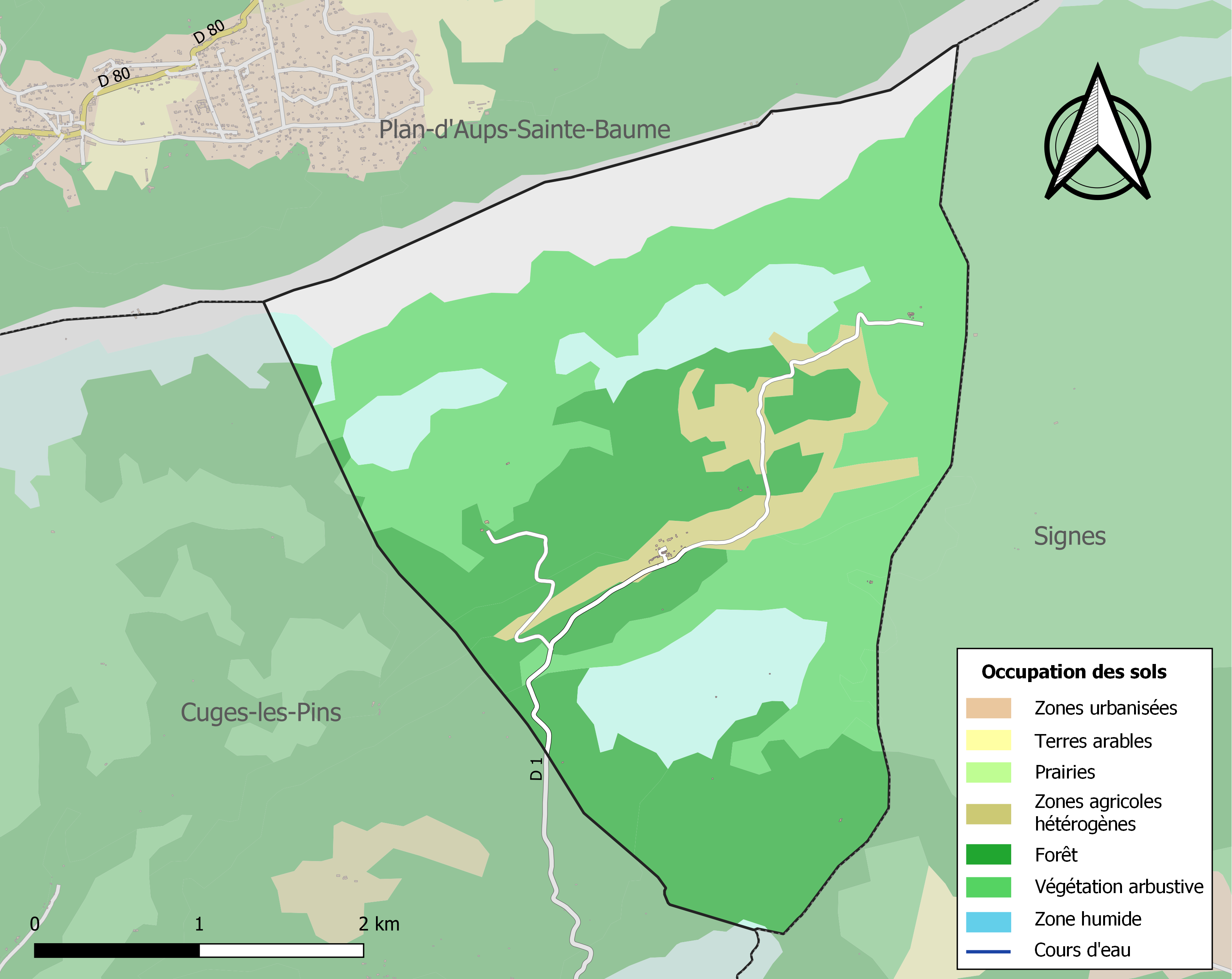
Carte des infrastructures et de l'occupation des sols de la commune en 2018 (CLC).

## Politique et administration

### Liste des maires
| Période                                  | Période  | Identité                       | Étiquette | Qualité                                                                                             |
| ---------------------------------------- | -------- | ------------------------------ | --------- | --------------------------------------------------------------------------------------------------- |
| 1807                                     | 1816     | Jean-Joseph-Marie Bonifay      |           | Cultivateur                                                                                         |
| 1816                                     | 1818     | Joseph Amalric                 |           | Muletier                                                                                            |
| 1818                                     | 1825     | Louis-Achille Amalric          |           | Ménager                                                                                             |
| 1826                                     | 1848     | Jean-Jacques-Grégoire Espanet  |           | Ménager                                                                                             |
| 1848                                     | 1850     | François-Jean-Baptiste Espanet |           | Ménager                                                                                             |
| 1850                                     | 1888     | Jean-Baptiste-Florens Espanet  |           | Propriétaire                                                                                        |
| 1888                                     | 1901     | Joseph-Cyrille Amalric         |           | Cultivateur                                                                                         |
| mars 1983                                | En cours | Suzanne Arnaud                 | UMP-LR    | Secrétaire retraitée Chevalier de l'Ordre national du Mérite (2007) Réélue pour le mandat 2020-2026 |
| Les données manquantes sont à compléter. |          |                                |           | |

### Budget et fiscalité 2016
En 2016, le budget de la commune était constitué ainsi :
- total des produits de fonctionnement : 154 000 €, soit 4 275 € par habitant ;
- total des charges de fonctionnement : 180 000 €, soit 4 991 € par habitant ;
- total des ressources d'investissement : 24 000 €, soit 663 € par habitant ;
- total des emplois d'investissement : 7 000 €, soit 204 € par habitant ;
- endettement : 0 €, soit 0 € par habitant.

Avec les taux de fiscalité suivants :
- taxe d'habitation : 10,75 % ;
- taxe foncière sur les propriétés bâties : 5,08 % ;
- taxe foncière sur les propriétés non bâties : 30,76 % ;
- taxe additionnelle à la taxe foncière sur les propriétés non bâties : 0 % ;
- cotisation foncière des entreprises : 0 %.

Chiffres clés Revenus et pauvreté des ménages en 2015.

### Politique environnementale
La commune fait partie du nouveau parc naturel régional de la Sainte-Baume, créé par décret du 20 décembre 2017.

## Population et société

### Démographie

#### Évolution démographique
L'évolution du nombre d'habitants est connue à travers les recensements de la population effectués dans la commune depuis 1793. Pour les communes de moins de 10 000 habitants, une enquête de recensement portant sur toute la population est réalisée tous les cinq ans, les populations de référence des années intermédiaires étant quant à elles estimées par interpolation ou extrapolation. Pour la commune, le premier recensement exhaustif entrant dans le cadre du nouveau dispositif a été réalisé en 2005.

En 2022, la commune comptait 51 habitants, en évolution de +15,91 % par rapport à 2016 (Var : +4,98 %, France hors Mayotte : +2,11 %).
| 1793 | 1800 | 1806 | 1821 | 1831 | 1836 | 1841 | 1846 | 1851 |
| ---- | ---- | ---- | ---- | ---- | ---- | ---- | ---- | ---- |
| 60   | 46   | 60   | 58   | 61   | 79   | 74   | 78   | 65   |

| 1856 | 1861 | 1866 | 1872 | 1876 | 1881 | 1886 | 1891 | 1896 |
| ---- | ---- | ---- | ---- | ---- | ---- | ---- | ---- | ---- |
| 69   | 60   | 55   | 46   | 47   | 40   | 35   | 36   | 39   |

| 1901 | 1906 | 1911 | 1921 | 1926 | 1931 | 1936 | 1946 | 1954 |
| ---- | ---- | ---- | ---- | ---- | ---- | ---- | ---- | ---- |
| 42   | 34   | 21   | 16   | 21   | 21   | 22   | 17   | 17   |

| 1962 | 1968 | 1975 | 1982 | 1990 | 1999 | 2005 | 2006 | 2010 |
| ---- | ---- | ---- | ---- | ---- | ---- | ---- | ---- | ---- |
| 15   | 15   | 18   | 6    | 16   | 22   | 35   | 35   | 33   |

| 2015 | 2020 | 2022 | - | - | - | - | - | - |
| ---- | ---- | ---- | - | - | - | - | - | - |
| 42   | 51   | 51   | - | - | - | - | - | - |

### Enseignement
Établissements d'enseignement :
- Écoles maternelles et primaires à Plan-d'Aups-Sainte-Baume, Cuges-les-Pins,
- Collèges à Saint-Zacharie, Gémenos, Auriol,
- Lycées à Gémenos, Aubagne.

### Santé
Professionnels et établissements de santé :
- Médecins à Marseille[28],
- Hôpitaux de Marseille[29] :
  - Hôpital de la Timone de Marseille.

### Cultes
Culte catholique, paroisse de Riboux, église Sainte-Agathe, diocèse de Fréjus-Toulon.

## Économie

### Entreprises et commerces

#### Agriculture
Autrefois réputée pour son huile issue des fours à cade,, sa résine de pin, sa lavande, ses fruits et ses moutons.

#### Commerces
- Bistro de pays en projet[34],[35].

## Culture locale et patrimoine

### Lieux et monuments
- Église Saint-Antoine-de-Padoue-Sainte-Marie et sa cloche de 1717[36].
- Chapelle Sainte-Agathe[37].

Elle serait bâtie sur l'ancien castrum de Blanquefort. le prolongement du bâtiment date du XIXe siècle.
- Chapelle du Saint-Pilon[39],[40],[41].
- Four à cade.

### Personnalités liées à la commune
- Claude Berri a tourné dans la commune ses deux films vedettes inspirés par Marcel Pagnol : Jean de Florette[42] et Manon des sources. Ils ont eu pour cadre les collines de Riboux[43] et pour lieu la « ferme des Romarins » au lieu-dit Château-Renard[44].

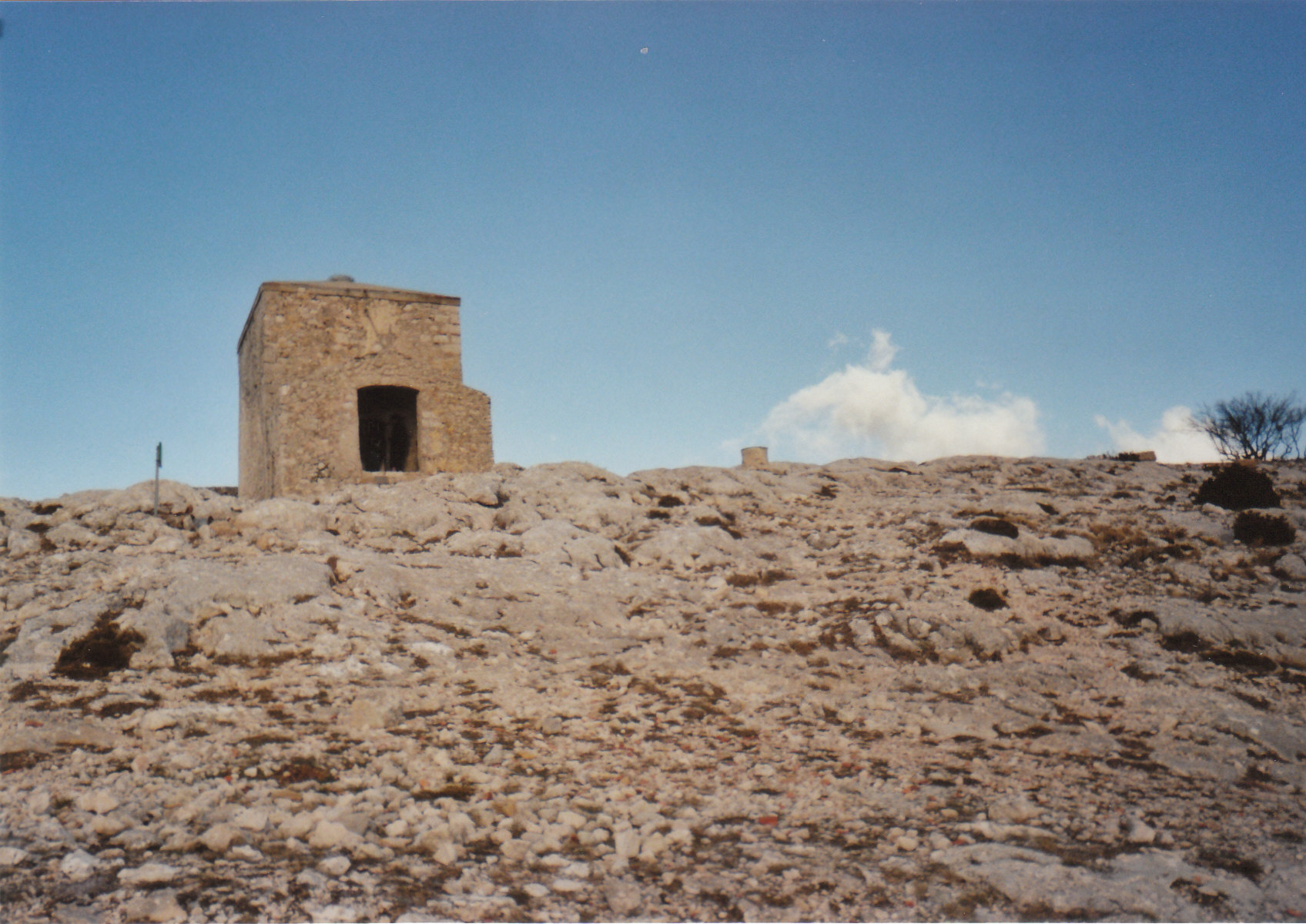
Chapelle et table d'orientation du Saint-Pilon.
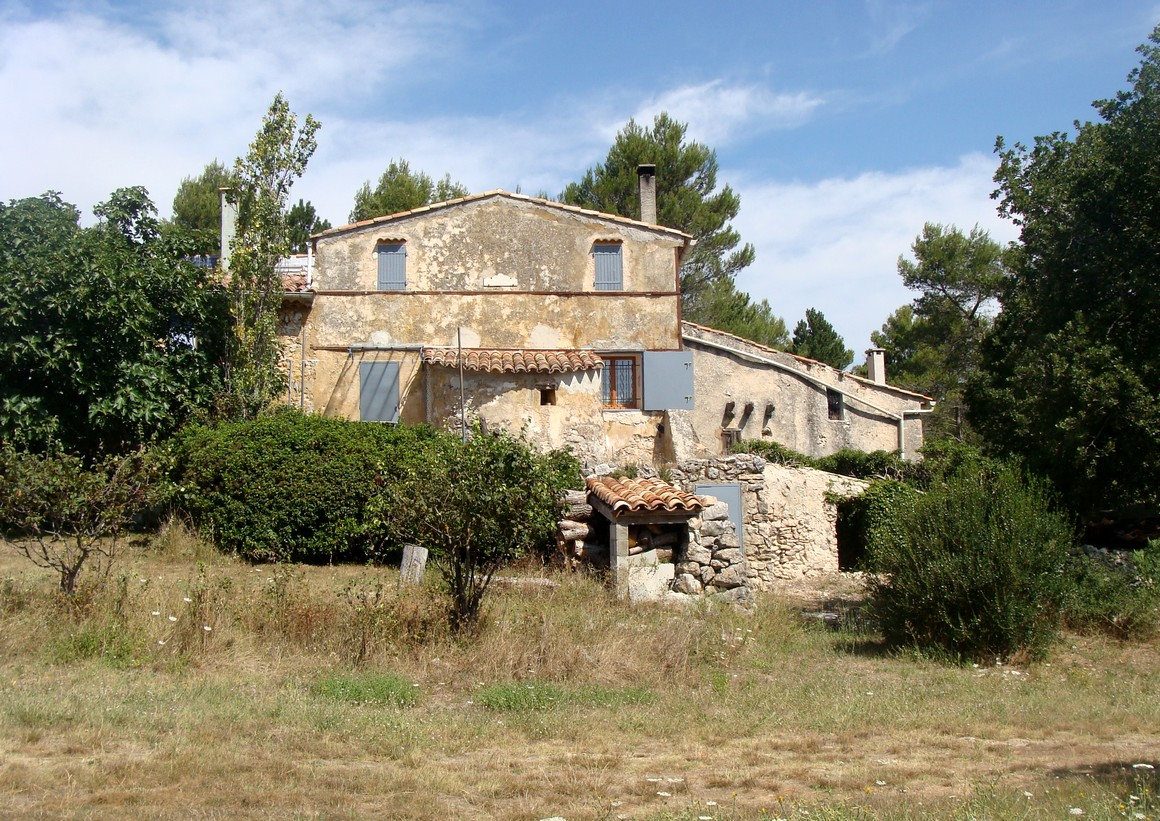
Bastide Château-Renard à Riboux, la « ferme des Romarins » dans les films, en 2014.

## Héraldique
|  | Les armoiries de Riboux se blasonnent ainsi : D'azur à trois raves d'argent. |